# Nikołaj Wakar
Nikołaj Płatonowicz Wakar, ros. Николай Платонович Вакар (ur. 26 maja 1894 roku, zm. 18 lipca 1970 roku w Sarasocie) – rosyjski działacz antybolszewicki, emigracyjny działacz masoński, wykładowca akademicki, filolog, publicysta, tłumacz.
Ukończył Gimnazjum Aleksandrowskie w Kijowie. Od 1910 roku studiował prawo na uniwersytecie w Moskwie, a następnie w Kijowie. Po wybuchu I wojny światowej został zmobilizowany do armii rosyjskiej. Służył w 5 Baterii 1 Zapasowej Brygady Artylerii. W 1915 roku został awansowany do stopnia praporszczika, zaś w 1917 roku podporucznika. Ostatecznie został porucznikiem. Pod koniec 1917 roku wstąpił do nowo formowanych wojsk Białych generała Antona Denikina. Służył w wywiadzie. Był kurierem organizacji wywiadowczej „Azbuka”. Wchodził w skład Komitetu Centralnego Partii Konstytucyjno-Demokratycznej („kadetów”). W 1919 roku wszedł w skład Wszechrosyjskiego Centrum Narodowego. Współorganizował antybolszewickie podziemie w Kijowie. W grudniu tego roku został wysłany do Polski w ramach delegacji głównodowodzącego wojskami Białych generała Antona Denikina. W 1920 roku wyjechał do Francji, gdzie zamieszkał w Paryżu. Pracował w fabryce. Rozpoczął studia prawnicze na Sorbonie. Był jednym z inicjatorów stworzenia rosyjskich lóż masońskich we Francji. Z ich ramienia współorganizował tajne wyjazdy do Rosji Sowieckiej. Wszedł w skład organizacji antybolszewickiej „Centr diejstwija”. Redagował pismo „Now´”, przerzucane nielegalnie do ZSRR. W kwietniu 1922 roku przekroczył granicę polsko-radziecką, przedostając się do Kijowa, gdzie rozwinął działalność antysowiecką w kierunku zorganizowania „rewolucji narodowej”. Tworzył konspiracyjne jaczejki. Latem 1923 roku kijowskie struktury organizacji „Centr diejstwija” zostały rozbite przez OGPU, w związku z czym Wakar powrócił do Paryża. Od 1924 roku pisał artykuły do pisma „Poslednije nowosti”. Po pewnym czasie stanął na czele oddziału informacyjnego, a następnie objął funkcję sekretarza redakcji pisma. Zajmował się też tłumaczeniem na język rosyjski publikacji francuskich i angielskich. W 1926 roku został członkiem Biura do Spraw Łączności Prasy z Prezydium rosyjskiego zjazdu zagranicznego w Paryżu. Działał w Związku Pisarzy i Dziennikarzy Rosyjskich we Francji. Przewodniczył komisji rewizyjnej Związku Prasy Zagranicznej we Francji. W 1938 roku współorganizował Stowarzyszenie Badań nad Narodami Rosji. Po zajęciu Francji przez wojska niemieckie latem 1940 roku, wyemigrował do USA. Wykładał na uniwersytecie w Bostonie. Nauczał języki rosyjski i białoruski. W 1945 roku otrzymał tytuł doktorski z filologii słowiańskiej na Uniwersytecie Harvarda. Na uniwersytecie bostońskim używał tytułu profesorskiego. Pisał artykuły do pism amerykańskich, a także pism emigracyjnych „Nowoje russkoje słowo” i „Nowaja zaria”. Był autorem prac naukowych dotyczących rosyjskiej filologii, sowietologii i historii Białorusi.